# Maro flavescens
Maro flavescens är en spindelart som först beskrevs av O. Pickard-Cambridge 1873.  Maro flavescens ingår i släktet Maro och familjen täckvävarspindlar. Inga underarter finns listade i Catalogue of Life.